# داون‌تاون (ناکسویل)
داون‌تاون (به انگلیسی: Downtown Knoxville) یک منطقهٔ مسکونی در ایالات متحده آمریکا است که در ناکسویل، تنسی واقع شده‌است. داون‌تاون ۲۶۹٫۱۴ متر بالاتر از سطح دریا واقع شده‌است.